# Vordere Gubachspitze
Die Vordere Gubachspitze, früher Goupachspitze, (3316 m ü. A.) ist ein Berggipfel des Maurerkamms in der Venedigergruppe in Osttirol (Österreich). Sie liegt im Norden des Gemeindegebiets von Prägraten am Großvenediger. Benachbarte Gipfel sind die Hintere Gubachspitze im Norden und die Reggenspitze im Süden.

## Lage
Die Vordere Gubachspitze bildet im Westen einen kleinen Felsdreikant über dem Rücken des Umbalkeeses aus, während sie im Osten steil zum Simonykees abbricht. Der Nordgrat verbindet die Vordere Gubachspitze über eine Firnscharte mit der Hinteren Gubachspitze (3392 m ü. A.), der Südgrat verläuft kammartig über die Reggenspitze (3230 m ü. A.) zum Reggentörl (3056 m ü. A.). Neben dem Nord- und Ostgrat verfügt die Vordere Gubachspitze auch über einen Südwestgrat hin zum Umbalkees sowie einen Ostgrat zum Simonykees. Östlich der Vorderen Gubachspitze liegt das hinterste Maurertal, im Südosten das hinterste Umbaltal.

## Geschichte und Aufstiegsmöglichkeiten
Die Vordere Gubachspitze wurde erstmals um 1854 von Vermessern mit Andreas Berger bestiegen. Den ersten touristischen Besuch erhielt der Gipfel erstmals am 1. August 1887, als K. Schulze und Josef Auer die Hintere Gubachspitze erstiegen und über den Südwestgrat auch die Vordere Gubachspitze erklommen. Der Nordgrat wurde erstmals am 8. Juli 1926 von H. Peterka und H. Majer erstiegen, die zudem im Abstieg erstmals auch den Ostgrat überschritten.
Der Normalweg auf die Vordere Gubachsitze führt ausgehend von der Essener-Rostocker Hütte auf anfangs markiertem Steig zum Reggentörl, wobei die letzten rund 350 Höhenmeter über den Simonykees führen. Der weitere Anstieg verläuft um den Reggentörlturm herum zur Südwestflanke und zuletzt am Südgrat auf den Gipfel (I). Der Einstieg in den Nordgrat befindet sich am Firnsattel zwischen den Gubachspitzen, wobei man zunächst dem scharfen Felsgrat folgt. Der Felsgrat weist einige luftige Kletterstellen auf, die sich jedoch an der Westseite umgehen lassen, bevor der steile Gipfelausstieg folgt (II). Der Ostgrat bietet sich für den abstieg an, wobei man zunächst über plattige felsen tiefer steigt, bis der Grat mit einer kurzen Steilwand abbricht. Danach folgt man einem Kamin hinab und kehrt auf einem Band zum Grat zurück. Nach einer Stufe erreicht man den Ostgratauslauf (II).